# SN 2003il
SN 2003il – supernowa typu Ia odkryta 26 marca 2003 roku w galaktyce A163547+6613. W momencie odkrycia miała maksymalną jasność 23,00m.